# Trichomasthus tucumanus
Trichomasthus tucumanus är en stekelart som först beskrevs av De Santis 1964.  Trichomasthus tucumanus ingår i släktet Trichomasthus och familjen sköldlussteklar. Inga underarter finns listade i Catalogue of Life.